# Lovisa Östervall
Lovisa Östervall, född 9 mars 1997, är en svensk friidrottare (mångkamp). Hon tävlar för Upsala IF. Hon vann SM-guld i sjukamp år 2015.
Östervall deltog 2015 vid junior-EM i Eskilstuna och kom då i sjukampen in på en 7:e plats med personbästat 5 482 poäng.

## Personliga rekord
| Utomhus - 100 meter – 12,49 (Växjö 21 september 2012) - 100 meter – 12,34 (medvind) (Växjö 21 september 2012) - 200 meter – 24,88 (Bydgoszcz, Polen 21 juli 2016) - 300 meter – 41,35 (Stockholm 18 augusti 2012) - 400 meter – 59,88 (Gävle 20 juli 2013) - 800 meter – 2:18,18 (Landquart, Schweiz 20 maj 2018) - 100 meter häck – 13,95 (Gävle 11 augusti 2018) - Höjd – 1,86 (Pärnu, Estland 16 juni 2018) - Längd – 6,09 (Bydgoszcz, Polen 22 juli 2016) - Längd – 6,12 (medvind) (Gävle 6 september 2015) - Tresteg – 11,54 (Huddinge 20 september 2013) - Kula – 11,57 (Sätra 6 maj 2017) - Kula – 11,37 (Kuortane, Finland 10 juni 2017) - Spjut – 41,27 (Kuortane, Finland 11 juni 2017) - Sjukamp – 5 754 (Pärnu, Estland 17 juni 2018) | Inomhus - 60 meter – 7,94 (Sätra 13 februari 2016) - 60 meter – 7,98 (Uppsala 27 januari 2018) - 200 meter – 25,60 (Sätra 31 januari 2015) - 400 meter – 58,59 (Huddinge 17 januari 2014) - 800 meter – 2:23,55 (Norrköping 11 februari 2018) - 60 meter häck – 8,63 (Växjö 21 februari 2016) - Höjd – 1,83 (Uppsala 3 februari 2019) - Längd – 5,97 (Sätra 12 februari 2016) - Kula – 11,73 (Uppsala 27 januari 2018) - Kula – 11,54 (Uppsala 5 januari 2018) - Femkamp – 4 081 (Uppsala 3 februari 2019) |

### Fotnoter
1. ↑  ”Karensövergångar 2017”. friidrott.se. 15 augusti 2017. Arkiverad från originalet den 30 oktober 2018. https://web.archive.org/web/20181030165540/http://www.friidrott.se/forbundsinfo/overgangar/karens17.aspx. Läst 2 september 2017.
2. ↑  ”SM i mångkamp 2015”. windathletics.com. Arkiverad från originalet den 24 november 2015. https://web.archive.org/web/20151124071109/http://www.windathletics.com/mkampsm2015_resultat.html. Läst 31 oktober 2015.
3. ↑  ”Sammanställning Mångkamps-SM i Linköping 2017-09-09	- 10”. lgif.se. Arkiverad från originalet den 2 oktober 2017. https://archive.is/20171002113619/http://www.lgif.se/globalassets/linkopings-gif---friidrott/dokument/tavlingar/2017/sm-mangkamp/sm-mangkampny1.pdf. Läst 1 oktober 2017.
4. ↑  ”Resultat Mångkamps-SM 8-9/9 2018”. windathletics.se. Arkiverad från originalet den 25 september 2018. https://web.archive.org/web/20180925180647/http://www.windathletics.se/mkampsm2018_resultat.pdf. Läst 25 september 2018.
5. ↑  ”ISM Mångkamp alla klasser”. www.uiffriidrott.se. http://www.uiffriidrott.se/docs/610/13687/ISM-Mangkamp-alla-klasser%20resultat.pdf. Läst 13 februari 2019.
6. ↑  ”Stora inne-SM 2015, resultat”. archive.is. Arkiverad från originalet den 22 februari 2015. https://archive.is/20150222161525/http://livetiming.se/track/ism15/. Läst 29 mars 2015.
7. 1 2 3 4 5 6 7 8 9 10 11 12 13 14 15 16 17 18 19 20 21 22 23 24  ”Personsida hos IAAF” (på engelska). iaaf.org. https://www.iaaf.org/athletes/sweden/lovisa-ostervall-273352. Läst 25 september 2018.
8. ↑  ”European Athletics U20 Championships - Eskilstuna 2015” (på engelska). european-athletics.org. http://www.european-athletics.org/competitions/european-athletics-u20-championships/history/year=2015/results/index.html. Läst 30 oktober 2017.
9. ↑  Hedman, Jonas (17 juli 2015). ”Två av tre topp-10”. friidrott.se. Arkiverad från originalet den 7 november 2017. https://web.archive.org/web/20171107012646/http://www.friidrott.se/nyheter.aspx?id=18379. Läst 30 oktober 2017.
10. 1 2 3 4 5 6 7 8 9 10  ”Personsida på European Athletics' webbplats” (på engelska). european-athletics.org. http://www.european-athletics.org/athletes/group=o/athlete=125317-ostervall-lovisa/index.html. Läst 25 september 2018.